# 新百合ヶ丘総合病院
新百合ヶ丘総合病院（しんゆりがおかそうごうびょういん）は、神奈川県川崎市麻生区にある医療法人社団三成会が運営する病院である。
医療法人社団三成会は南東北病院グループの一法人である。病院理念は「すべては患者さんのために」。

## 概要
2006年3月末に川崎市多摩区の稲田登戸病院（360床）が廃止となり、川崎市北部地域の病床数が不足となり川崎市が事業者を公募し三成会が選出された。特に周産期医療、小児科診療を含む救急医療体制の拡充から地域医療に資する目的をもって開設に至る。2010年9月より安藤建設の設計・施工で総工費220億円をかけて整備され開院に至る。
病院機能としては、地域における高度医療・急性期医療を担っている。今後、三次救急患者を受け入れる救命救急センターの開設に向けて協議が進められている。

## 沿革
- 2012年8月 - 開設。（標榜科33科、一般病床377床）
- 2014年3月 - 神奈川県災害協力病院の指定を受ける。
- 2016年
  - 3月 - 神奈川県がん診療連携指定病院の指定を受ける。DPC対象病院となる。
  - 11月 - 臨床研修病院（基幹型）の指定を受ける。
- 2018年3月 - 地域医療支援病院の認定を受ける。
- 2020年
  - 4月 - 新棟（B棟）が一部完成し、使用開始[7]。
  - 6月 - 新棟（B棟）が全て完成し、緩和ケア病棟を開設[8]。

## 診療科
内科系診療科
- 内科
- 消化器内科（内視鏡内科・肝臓内科）
- 循環器内科
- 呼吸器内科
- 糖尿病・内分泌代謝内科
- 腎臓内科・透析内科
- 血液内科
- 脳神経内科
- 小児科
- 新生児内科
- 精神科（心療内科）
- 放射線診断科
- 放射線治療科
- リハビリテーション科
- ペインクリニック内科
- 救急科
- 病理診断科
- 総合診療科
- 緩和ケア内科
- 腫瘍内科

外科系診療科
- 外科・消化器外科
- 乳腺・内分泌外科
- 心臓血管外科
- 血管外科
- 呼吸器外科
- 脳神経外科
- 脊椎脊髄末梢神経外科
- 脳血管内治療科
- 整形外科
- 産婦人科
- 乳腺外科
- 泌尿器科
- 耳鼻咽喉科
- 皮膚科
- 形成外科・美容外科
- 眼科
- 歯科口腔外科
- 麻酔科

## 専門外来
内科系外来
- 喘息・アレルギー外来
- 物忘れ外来
- ボツリヌス神経治療外来
- パーキンソン病外来

外科系外来
- 脊柱靭帯骨化症外来
- 肝臓病・肝臓がん専門外来
- 肝臓外来
- 肝胆膵脾専門外来
- 下肢動脈専門外来
- 静脈瘤外来
- 舌小帯外来
- 小児脳神経外科・脊椎・側弯症外来
- 小児外科外来

その他専門外来
- 小児科 心臓外来
- 代謝・ライソゾーム病、神経難病、遺伝相談外来
- 耳鳴・難聴外来
- 頭頚部・甲状腺腫瘍外来
- 粒子線専門外来
- 婦人科腫瘍外来
- めまい・難聴外来
- めまい外来
- 腫瘍外来
- 漢方/未病外来

## 専門センター
- 外傷再建センター
- 血液浄化療法センター
- 脳神経救急・外傷センター
- 脳卒中センター
- 脳血管内治療センター
- 肝疾患低侵襲治療センター
- 内視鏡センター
- 低侵襲脊髄手術センター
- FUS（集束超音波治療）センター
- 血液浄化療法センター
- ロボット手術（ダヴィンチ）センター
- PET・健診センター
- 高精度放射線治療センター
- サイバーナイフセンター
- リプロダクションセンター
- 低侵襲婦人科手術センター
- 低侵襲脊髄手術センター
- がん相談支援センター

## 施設
- 敷地：6万13945m2[9]
- 地上6階・地下2階建て（総床面積5万5883m2）[9]

## 交通アクセス
- 小田急電鉄小田原線新百合ヶ丘駅南口より小田急バス3番乗り場「新百合ヶ丘総合病院直通バス」にて5分。
- 新百合ヶ丘駅北口より徒歩10分。
- 京王電鉄相模原線若葉台駅・小田急電鉄多摩線黒川駅・栗平駅より無料送迎バスあり。